# 日比谷三井ビルディング
日比谷三井ビルディング（ひびやみついビルディング）は、東京都千代田区有楽町一丁目に所在していたオフィスビルである。再開発事業のため、2011年に解体された。

## 歴史
三井不動産が三井合名会社から引き継いだ社有地に、1957年9月に着工、1960年8月に完成した。高度経済成長期のさなかで、31mの高さ制限がある中で広い延床面積を確保するため大規模な建築となり、アルミ建材やステンレスを多用した外装も先進的なものであり、第3回BCS賞を受賞している。三井銀行本店や日本製鋼所本社が入居するなど、日本橋地区と並ぶ三井グループの一大拠点となった。

## 再開発
三井住友銀行本店が2010年10月に大手町に移転するなど順次入居企業の移転を進め、2011年よりビルの解体に着手した。
この一帯の再開発事業は都市再生特別地区および国家戦略特区の特定事業の一つと位置づけられ、区道を挟んだ北側の、2007年に解体済みの三信ビルディング跡地と一体の再開発が行われた。新ビルの名称は「東京ミッドタウン日比谷」となり、地上35階・地下4階建で高さ約192ｍ。延床面積は約189,000m2となる。日比谷公園を見下ろす低層部屋上テラスや、プロモーションイベントなどが行えるアトリウム、災害時には帰宅困難者が滞在できる設備がある。2015年2月に本体工事着手、2018年2月に竣工、三信ビルとの間の区道は廃止された。